# Botopasi Airstrip
Botopasi Airstrip (IATA: BTO, ICAO: SMBO) is een landingsstrook nabij Botopasi in Suriname. Er zijn meerdere luchtvaartmaatschappijen die een regelmatige verbinding onderhouden tussen Zorg en Hoop Airport in Paramaribo en Botopasi en andere airstrips in de regio. De eerste landing vond op 14 januari 1963 plaats door Ted Lepper in zijn Piper Cub N5406H.
Het vliegveldje werd aangelegd door de Medische Zending Suriname. Het was de eerste airstrip aan de Boven-Suriname en bedoeld om een snellere verbinding naar Paramaribo mogelijk te maken voor de medische posten Pokigron, Ladouanie, Debikè en Djoemoe. De verbinding werd onderhouden door de MAF (Mission Aviation Fellowship). Later werd het onderhoud overgenomen door de Surinaamse Luchtvaart Maatschappij.